# ウーゴ・オイエッティ
ウーゴ・オイエッティ（Ugo Ojetti, 1871年7月15日 - 1946年1月1日）はイタリアの著作家、美術評論家にしてジャーナリストである。
イタリアのローマ生まれ。建築家の息子として生まれる。幼少期はイエズス会の学校で学び、そのころから父の影響で芸術や歴史に興味を抱くようになる。1892年、法律の大学を卒業後、外交官を目指すも、文学とジャーナリズムへの熱意が勝り断念する。同年に初の詩集『風景』（Paesaggi, Roma）を出版し、1894年に『センツァ・ディーオ』 (Senza Dio, Milano) で小説家としてデビューを果たす。同時に「レスト・デル・カルリーノ（il Resto del Carlino）」や「トリブーナ（La Tribuna）」等多数の新聞に文芸評論の記事などを寄稿し始める。1898年に初めて寄稿した「コリエーレ・デラ・セラ（Corriere della Sera）」では、その後編集長を務める。1930年にはファシスト党によってイタリア・アカデミー会員に選ばれる。1946年、フィレンツェの自宅で死去。

## 語録
自分自身を疑うことは、知性の最初の兆候である。—Ugo Ojetti

## 著作
- Senza dio（1894年）
- Il vecchio（1898年）
- Il gioco dell'amore: romanzo（1899年）
- L'America vittoriosa（1899年）
- Abbasso petrolini（1921年）
- Mio figlio ferroviere, romanzo（1922年）